# یک داستان سیندرلایی: روزی روزگاری یک آهنگ
یک داستان سیندرلایی: روزی روزگاری یک آهنگ (انگلیسی: A Cinderella Story: Once Upon a Song) فیلمی در ژانر رمانتیک و کمدی است که در سال ۲۰۱۱ منتشر شد. از بازیگران آن می‌توان به لوسی هیل، فردی استروما، مگان پارک، و میسی پایل اشاره کرد.

## خلاصه داستان
کتی ۱۷ ساله (لوسی هیل) بازیگر جوان و خوش چهره سینمای هالیوود نقش دختری را ایفا می‌کند که با نامادری خود زندگی می‌کند او همچنین یک خواهر ناتنی و یک برادر ناتنی کوچکتر از خود دارد…